# Ла-Кондамин-Шатлар
Ла-Кондами́н-Шатла́р (фр. La Condamine-Châtelard, окс. La Condamina e lo Chastelar) — коммуна во Франции, находится в регионе Прованс — Альпы — Лазурный Берег. Департамент коммуны — Альпы Верхнего Прованса. Входит в состав кантона Барселоннет. Округ коммуны — Барселоннет.
Код INSEE коммуны — 04062.

## Население
Население коммуны на 2008 год составляло 149 человек.
| 1962 | 1968 | 1975 | 1982 | 1990 | 1999 | 2008 |
| ---- | ---- | ---- | ---- | ---- | ---- | ---- |
| 185  | 200  | 195  | 198  | 168  | 166  | 149  |

## Экономика

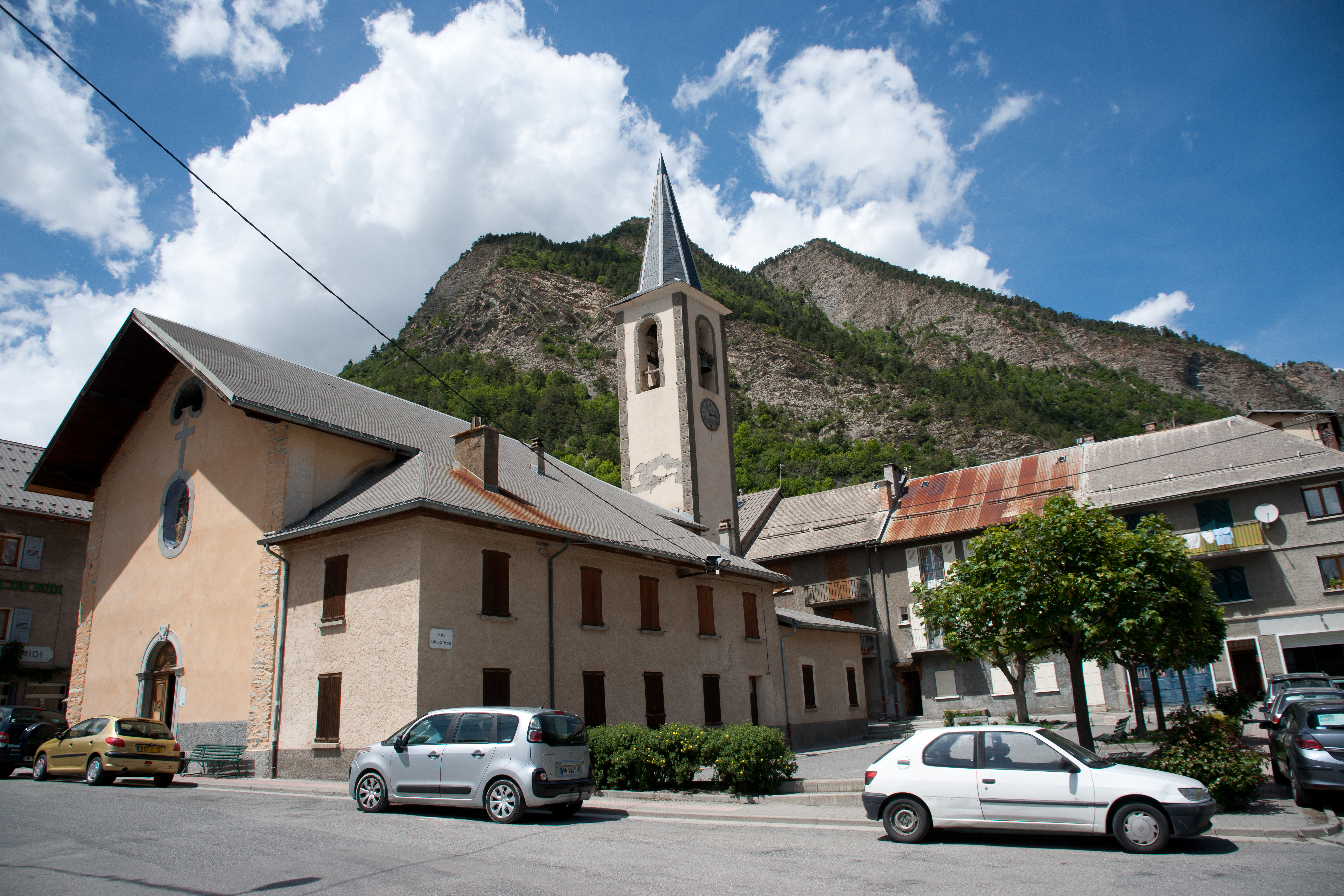
Церковь

В 2007 году среди 101 человек в трудоспособном возрасте (15—64 лет) 78 были экономически активными, 23 — неактивными (показатель активности — 77,2 %, в 1999 году было 76,9 %). Из 78 активных работали 75 человек (44 мужчины и 31 женщина), безработных было 3 (1 мужчина и 2 женщины). Среди 23 неактивных 2 человека были учениками или студентами, 10 — пенсионерами, 11 были неактивными по другим причинам.

## Достопримечательности
- Церковь Сен-Катерин (1822 год)
- Церковь Сен-Клеман (1830 год)
- Часовни: Св. Анны, Сен-Рош
- Солнечные часы